# Danny Everett
Daniel Joseph „Danny“ Everett (* 1. November 1966 in Van Alstyne, Texas) ist ein US-amerikanischer Leichtathlet, der in den späten 1980er und frühen 1990er Jahren als 400-Meter-Läufer erfolgreich war. Er gewann bei Olympischen Spielen und Weltmeisterschaften zwei Bronzemedaillen im Einzellauf sowie zwei Gold- und eine Silbermedaille mit der Staffel.
Danny Everett trat erstmals 1986 in Erscheinung, als er bei den US-amerikanischen Meisterschaften in 45,29 s Fünfter wurde. Als er sich im Jahr darauf als Vierter (45,36 s) platzierte, wurde er für die Staffel nominiert, die in der Besetzung Danny Everett als Startläufer, Roddie Haley, Antonio McKay und Harry Reynolds bei den Leichtathletik-Weltmeisterschaften 1987 in Rom an den Start ging und sich in ausgezeichneten 2:57,29 min die Goldmedaille vor den Teams aus Großbritannien (Silber in 2:58,86 min) und Kuba (Bronze in 2:59,16 min) holte.
Ein Jahr später, bei den Olympischen Spielen in Seoul, gewann Everett sein zweites Staffelgold. Auch diesmal war er Startläufer, gefolgt von Steve Lewis, Kevin Robinzine und als Schlussläufer erneut Harry Reynolds. Die Siegeszeit war mit 2:56,16 min deutlich schneller und der Abstand zu den Nächstplatzierten (Jamaika, Silber in 3:00,30 min und Bundesrepublik Deutschland, Bronze in 3:00,56 min) erheblich größer als zwei Jahre vorher in Rom. Auch in den Einzelrennen war Everett erfolgreich: In 44,09 s gewann er Bronze hinter seinen beiden Landsleuten Steve Lewis (Gold in 43,87 s) und Harry Reynolds (Silber in 43,93 s).
Bei den folgenden Weltmeisterschaften 1991 in Tokio erzielte die US-amerikanische Staffel mit Andrew Valmon, Quincy Watts, Danny Everett als drittem Läufer und Antonio Pettigrew wiederum eine Fabelzeit, jedoch reichten 2:57,57 min nur für die Silbermedaille: Die britische Staffel war vier Hundertstel schneller. Dafür jedoch kam Everett auch als Einzelläufer in die Medaillenränge: In 44,63 s gewann er Bronze knapp hinter dem Briten Roger Black (Silber in 44,62 s) und Antonio Pettigrew (Gold in 44,57 s).
Zwei weitere Einzelmedaillen sicherte sich Everett beim Finale des Grand Prix. 1987 in Brüssel und 1989 in Monte Carlo gewann er jeweils die Goldmedaille. Seine Siegeszeiten: 45,28 s vor dem Nigerianer Innocent Egbunike (Silber in 45,34 s) und Mike Franks (Bronze in 45,45 s) bzw. 44,59 s vor seinen beiden Landsleuten Harry Reynolds (Silber in 44,96 s) und Quincy Watts (Bronze in 45,06 s). Beim Grand Prix erzielte er seine größten Erfolge als Einzelläufer: 1987 wurde er Zweiter (40 Punkte), 1989 Sieger (51 Pkt.) und 1991 Dritter (39 Pkt.).
Im darauf folgenden Jahr 1992 war er jedoch vom Pech verfolgt. Nachdem er in 43,81 s, der zweitbesten Zeit, die jemals über 400 Meter gelaufen worden war, das erste und einzige Mal bei den Landesmeisterschaften gewonnen hatte, galt er als Favorit bei den Olympischen Spielen in Barcelona. Dort schied er jedoch im Halbfinale verletzt aus und konnte auch in der Staffel nicht mehr antreten.
Danny Everett lebte heute im südkalifornischen Mar Vista, wo er als Trainer des Cross-Country-Teams der Windward-School tätig ist.

## Persönliche Bestzeiten
- 200 m: 20,08 s, 16. Juni 1990, Norwalk
- 400 m: 43,81 s, 26. Juni 1992, New Orleans
  - Halle: 45,02 s, 2. Februar 1992, Stuttgart